# شركة سناس للطيران
شركة سناس للطيران (المعروفة قانونيًا باسم شركة الخدمات الجوية الوطنية السعودية المحدودة) كانت شركة طيران شحن مقرها الرياض، المملكة العربية السعودية، وكانت تدير رحلات حصرية لشركة دي إتش إل الدولية للطيران في الشرق الأوسط .

## التاريخ
تأسست شركة سناس للطيران في عام 1979 لتشغيل خدمات مجدولة بين المحرق والرياض، وبعد التسعينيات تم توسيع خدماتهاوكان مالك شركة سناس هو الأمير سعود بن نايف آل سعود.

## الأسطول
يتضمن أسطول طيران SNAS اعتبارًا من فبراير 2010 الطائرات التالية:
- 5 طائرات بوينج 727-200F

كانت شركة الطيران تشغل في السابق الطائرات التالية: 
- طائرتان من طراز بوينج 757-200PF
- 2 كونفير CV-580
- 7 فيرتشايلد مترو الثالث